# 바오베이얼
바오베이얼(중국어 간체자: 包贝尔, 정체자: 包貝爾, 병음: Bāo Beì'ěr, 한자음: 포패이, 1984년 5월 4일 ~ )은 중국의 배우이다.

## 출연 작품
- 쿵푸몬스터: 무림괴수전
- 반자행동대 (감독, 주연)